# ヴァストジラルディ
ヴァストジラルディ（イタリア語: Vastogirardi）は、イタリア共和国モリーゼ州イゼルニア県にある、人口約700人の基礎自治体（コムーネ）。

## 地理

### 位置・広がり

#### 隣接コムーネ
隣接するコムーネは以下の通り。括弧内のAQはラクイラ県所属を示す。
- アニョーネ
- カプラコッタ
- カロヴィッリ
- カステル・ディ・サングロ (AQ)
- フォルリー・デル・サンニオ
- リオネーロ・サンニーティコ
- ロッカシクーラ
- サン・ピエトロ・アヴェッラーナ